# Spider-Man 2099
Spider-Man 2099 ist eine im Jahr 1992 von Peter David und Rick Leonardi in den Marvel Comics publizierte Fortsetzung der Comic-Reihe Spider-Man.
Die Handlung spielt, wie der Name bereits verrät, im Jahre 2099 und ist lediglich lose an die Originalserie angeknüpft.

## Welt des Jahres 2099
Im Jahre 2099 beherrschen Großkonzerne wie Alchemax und Stark-Fujikawa das politische und wirtschaftliche Geschehen in den USA. Die Zeit der Superhelden, wie Spider-Man oder die Rächer, ist Vergangenheit. Die Superhelden leben nur noch in der Erinnerung der Menschen, wobei sich gerade um Thor ein religiöser Personenkult entwickelt hat, dessen Anhänger man „Thoriten“ nennt.
Die Städte des Jahres 2099 untergliedern sich in Ober- und Unterstädte, in denen die Ober- beziehungsweise die Unterschicht lebt. Während in den Oberstädten das Bürgertum dank privater Sicherheitsdienste Annehmlichkeiten, wie zum Beispiel holographische Bedienstete, genießt, lebt man in den Unterstädten in ständiger Furcht vor Gewalt durch Straßengangs.

## Handlung
Miguel O’Hara, ein junger aufstrebender Forscher wird bei Alchemax zum Leiter der Genetikabteilung befördert. Inspiriert durch den Helden Spider-Man hofft er durch künstliches Spleißen dessen Kräfte neu zu erschaffen. Nachdem Alchemax es zulässt, dass ein Sträfling als Versuchsperson bei einem Experiment ums Leben kommt, beschließt Miguel zu kündigen. Sein Vorgesetzter Tyler Stone injiziert ihm daraufhin Rapture, eine von Alchemax hergestellte Droge, die starke körperliche Abhängigkeit hervorruft, indem sie sich mit der DNA des Konsumenten vermischt. Stone nutzt Rapture um seine Untergebenen gefügig zu halten, da Alchemax der alleinige Hersteller von Rapture ist und die Abhängigkeit von ihr ein Leben lang anhält. Bei dem Versuch, sich vom Einfluss der Droge zu befreien, unternimmt Miguel ein nicht genehmigtes Experiment, welches seine DNA mit einer älteren Probe überschreiben soll. Dieses wird jedoch von Aaron Delgato durch das Einfügen von zufälligen Codefragmenten sabotiert, einem Mitarbeiter von Miguel, der seit langem neidisch auf diesen ist. Wie durch ein Wunder überlebt Miguel das Experiment trotz der Sabotage und ist zudem von seiner Abhängigkeit befreit. Jedoch stellt er später fest, dass seine DNA mit der einer Spinne vermischt wurde, wodurch er Superkräfte erhält. Auf der Flucht vor den Alchemax-Sicherheitskräften, die den Unfall untersuchen wollen, gibt er sich einem Thoriten gegenüber als Spider-Man aus. Dieser verkündet fortan, dass ihm Spider-Man als Vorbote Thors erschien. In den Comics muss der neue Spider-Man sich mit seiner unerwarteten Rolle sowie seiner unverarbeiteten Vergangenheit auseinandersetzen, wobei er auf neue bzw. alte Gegner trifft, wie beispielsweise Dr. Doom oder Venom.

## Hauptfigur
Die Fähigkeiten von Spider-Man 2099 entsprechen nur im Groben denen des alten Spider-Man. O’Hara benötigt etwa keine Netzpatronen, da sein Körper bereits ein entsprechendes Sekret produziert. Zudem klettert Spider-Man 2099 mittels spezieller Widerhaken an Zehen und Fingern, außerdem ist er extrem schnell. Auch fehlt ihm der sogenannte Spinnensinn völlig, dafür verfügt er jedoch über spezielle Giftzähne, mit denen er Menschen lähmen kann.